# Antonov A-15
O Antonov A-15 é um planador soviético de asa-média, cauda em "V" e de assento único projetado por Oleg Antonov e produzido pela Antonov.

## Projeto e desenvolvimento
O A-15 era um projeto continuado, baseado na experiência adquirida com os planadores A-11 e A-13. Este novo projeto rapidamente provou seu valor como batedor de recordes.
A aeronave é construída de alumínio. Não usual para aeronaves soviéticas da Guerra Fria, sua envergadura de 17 m (60 ft) possui um aerofólio americano NACA 64-618 na raiz da asa, com transição para uma seção do NACA 64-616 no bordo de fuga. O A-15 carrega um lastro com água de  50 kg (0 lb). O trem de pouso é retrátil com uma única roda.
Um total de 350 A-15 foram construídos.

## Histórico operacional
O A-15 foi usado para atingir vários recordes mundiais, incluindo um de distância, voando por 714,023 km (10×1014 nm) em Junho de 1960.
Em agosto de 2011, havia um A-15 matriculado pela Federal Aviation Administration nos Estados Unidos.

## Especificações (A-15)
Dados de: The World's Sailplanes:Die Segelflugzeuge der Welt:Les Planeurs du Monde Volume II
Descrições gerais
- Tripulação: 1
- Comprimento: 7,2 m (24 ft)
- Envergadura: 17 m (56 ft)
- Altura: 1,15 m (3,8 ft)
- Área alar: 12 m² (129 ft²)
- Peso vazio: 273 kg (602 lb)
- Peso bruto (carregado): 380 kg (838 lb)

Performance
- Velocidade máxima: 250 km/h (155 mph)
- Força G: +7.5 -3 a 250 km/h (155 mph; 135 kn) G
- Carga alar: 31.6 kg/m²
- Notas: 

  - Velocidade máxima em ar turbulento: 250 km/h
  - Velocidade de reboque: 140 km/h
  - Velocidade de lançamento: 120 km/h
  - Velocidade de estol: 55 km/h